# Baugy (Saône-et-Loire)
Baugy ist eine französische Gemeinde mit 495 Einwohnern (Stand 1. Januar 2022) im Département Saône-et-Loire in der Region Bourgogne-Franche-Comté. Sie gehört zum Arrondissement Charolles und zum Kanton Paray-le-Monial.

## Geografie
Baugy liegt an der Loire in der Landschaft Brionnais, 87 Kilometer nordwestlich von Lyon und 29 Kilometer nördlich von Roanne. Nachbargemeinden von Baugy sind Bourg-le-Comte im Westen, Anzy-le-Duc im Osten, der Kantonshauptort Marcigny im Süden und Chambilly im Südwesten. Das Gemeindegebiet umfasst 1261 Hektar, die mittlere Höhe beträgt 271 Meter über dem Meeresspiegel, die Mairie steht auf einer Höhe von 255 Metern.
Baugy ist einer Klimazone des Typs Cfb (nach Köppen und Geiger) zugeordnet: Warmgemäßigtes Regenklima (C), vollfeucht (f), wärmster Monat unter 22 °C, mindestens vier Monate über 10 °C (b). Es herrscht Seeklima mit gemäßigtem Sommer.

## Geschichte
| Jahr | Einwohner |
| ---- | --------- |
| 1962 | 330       |
| 1975 | 360       |
| 1982 | 411       |
| 1990 | 458       |
| 1999 | 478       |
| 2007 | 489       |
| 2009 | 505       |

Baugy wurde im 6. Jahrhundert erstmals als Balbiacensis als Hauptort des pagus gleichen Namens erwähnt. Entstanden ist der Ortsname aus dem gallo-römischen Namen Balbius. 679 wurde Baugy als Balbiago ultra Ligerim (‚jenseits der Loire‘) erwähnt. Im Jahr 756 tauchte es als villa Balgiaco in einer Urkunde bezüglich eines Landtausches zwischen den Abteien Perrecy und Saint-Martin d’Autun auf. Im 9. Jahrhundert gehörte die Ortschaft zur Grafschaft Autun. Ab 1088 gehörte die Pfarrei teilweise zur Priorei Marcigny und folgte damit der Cluniazensischen Reform. Der übrige Teil gehörte zur Baronie Semur und später zur Seigneurie der Burg Arcy in Vindecy.

## Sehenswürdigkeiten
Die romanische Kirche Saint-Pons wurde in der zweiten Hälfte des 11. Jahrhunderts erbaut. Ihr Schutzpatron ist der Heilige Pontius von Cimiez († 258). Das Gebäude wurde 1913 als Monument historique klassifiziert und damit denkmalgeschützt.

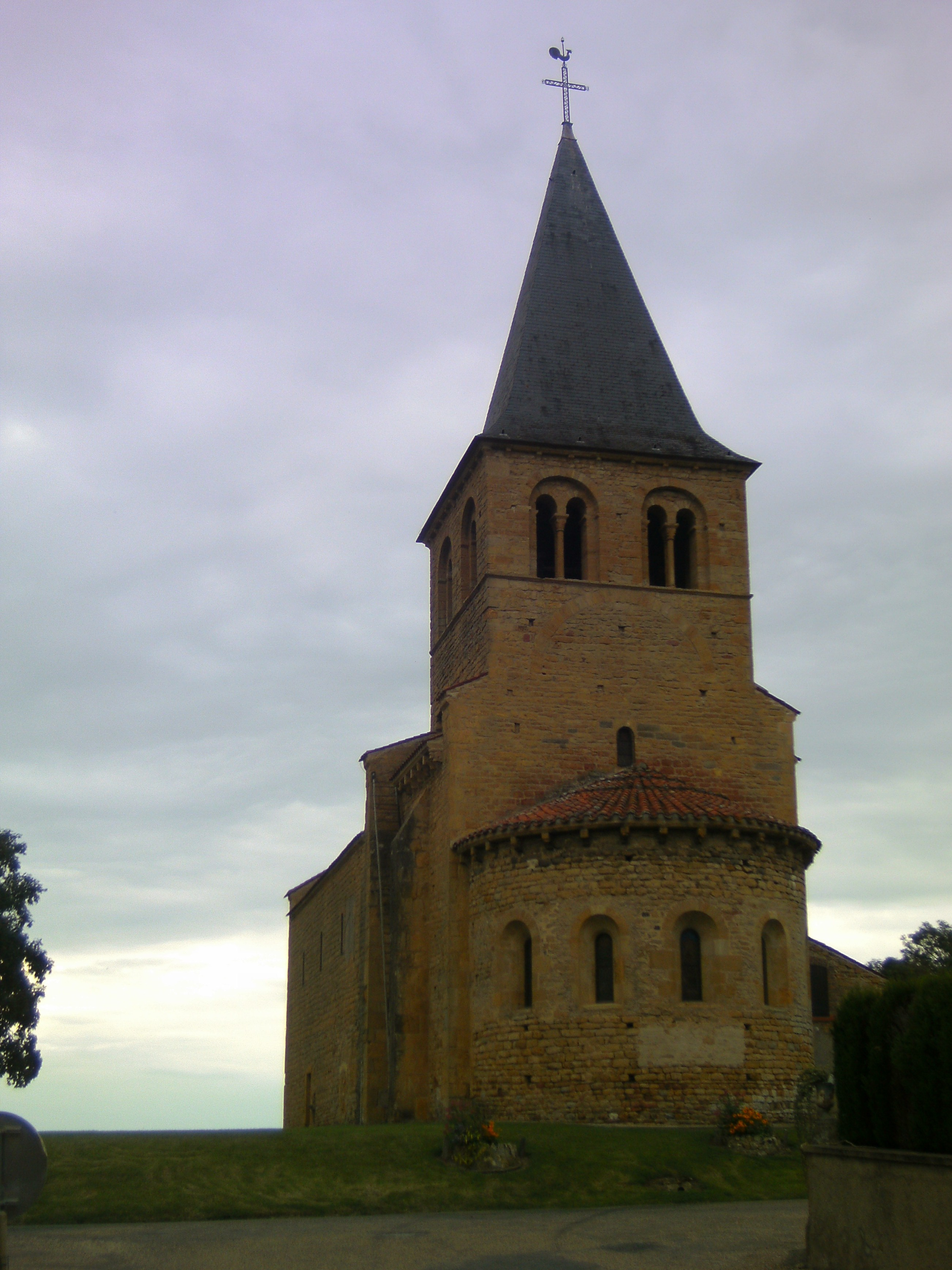
Die Kirche Saint-Pons
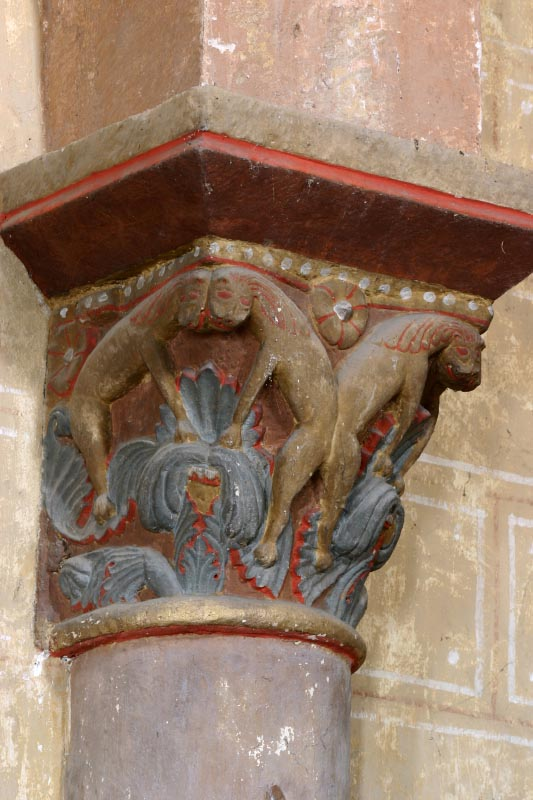
Kapitell
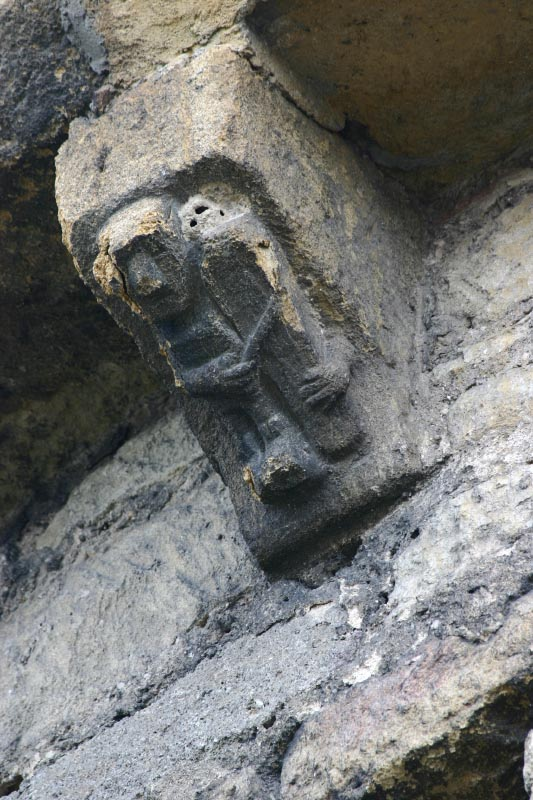
Konsole in der Apsis